# Tourco ceinturé
Liosceles thoracicus
Genre
Espèce
Statut de conservation UICN

 LC  : Préoccupation mineure
Le Tourco ceinturé (Liosceles thoracicus) est une espèce d'oiseaux de la famille des Rhinocryptidae, l'unique représentant du genre Liosceles.
Son aire s'étend à travers le bassin amont et central de l'Amazone.

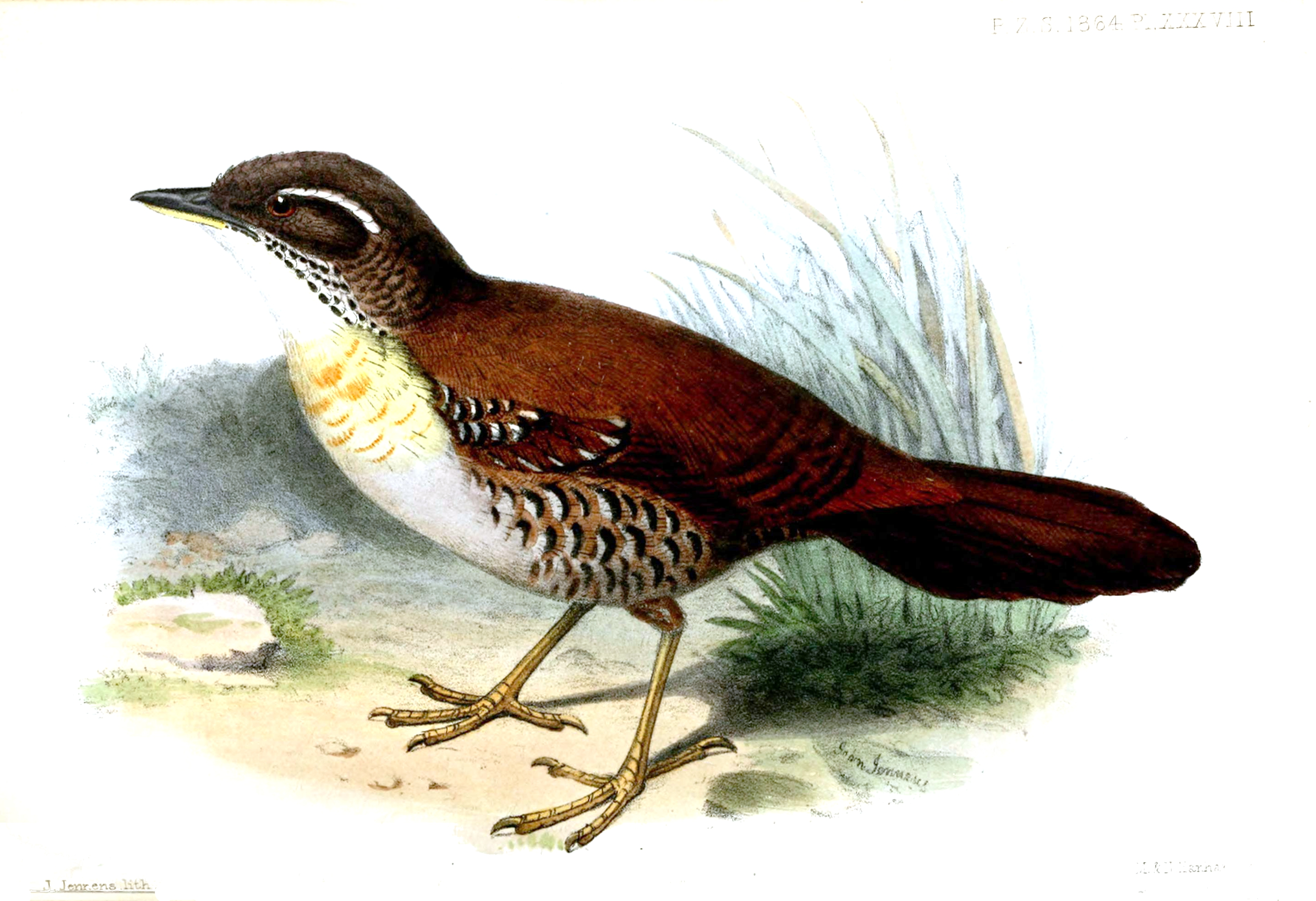

## Liste des sous-espèces
Selon la classification de référence du Congrès ornithologique international (version 14.2, 2024) :
- Liosceles thoracicus dugandi Meyer de Schauensee, 1950 — du sud-est de la Colombie au rio Solimões (Brésil)
- Liosceles thoracicus erithacus Sclater, 1890 — de l'est de l'Équateur au rio Urubamba (Pérou)
- Liosceles thoracicus thoracicus (Sclater, 1865) — du sud-est du Pérou au rio Tapajós (Brésil)